# Jerzy Nasierowski
Treść tego artykułu od 2023-07 może nie być zgodna z zasadami neutralnego punktu widzenia.
Dokładniejsze informacje o tym, co należy poprawić, być może znajdują się w dyskusji tego artykułu.
 Po wyeliminowaniu niedoskonałości należy usunąć szablon {{Dopracować}} z tego artykułu.
Jerzy Nasierowski (ur. 27 maja 1933 w Grochach) – polski aktor teatralny, filmowy i radiowy, pisarz.

## Życiorys

### Wczesne lata
Urodził się w Grochach w zamożnej rodzinie ziemiańskiej. Uczęszczał do VI Liceum Ogólnokształcącego im. Tadeusza Reytana w Warszawie. Absolwent Państwowej Wyższej Szkoły Teatralnej w Warszawie (1957).

### 1957–1973. Początki kariery aktorskiej
Pierwszy raz na deskach teatru stanął 18 maja 1957 w spektaklu dyplomowym Jak wam się podoba na podstawie Williama Szekspira w reżyserii Władysława Krasnowieckiego. Wcielał się w dwie role: Le Beau i Olivera (na zmianę z Wojciechem Radziejowskim). 29 czerwca 1957, tuż po ukończeniu szkoły teatralnej, miał miejsce jego oficjalny debiut (otrzymał wówczas stały angaż w Teatrze Powszechnym w Warszawie) w Wojnie i pokoju Lwa Tołstoja (reż. Irena Babel). Sztuka cieszyła się uznaniem recenzentów, jednak rola Mikołaja Rostowa, w którą wcielił się Jerzy Nasierowski, pozostała niezauważona. W grudniu 1957 wyemitowano spektakl telewizyjny Sędziowie w reżyserii Maryny Broniewskiej (na podstawie sztuki Stanisława Wyspiańskiego), w którym Nasierowski zagrał Joasa. Rok później odegrał główną rolę Jeana w kolejnej sztuce telewizyjnej Pod wesołym młynem oraz doczekał się dwóch premier teatralnych: 8 maja Bartłomiejowy jarmark i 10 października Elżbieta, królowa Anglii.
W tym samym roku zadebiutował na dużym ekranie w filmie Zamach (reż. Jerzy Passendorfer), będącym rekonstrukcją Akcji Kutschera. W latach 1959–1962 wystąpił w 14 widowiskach Teatru Telewizji. W tym samym czasie grywał epizody w macierzystym teatrze, z którego przeszedł w 1960 do Teatru Narodowego w Warszawie. Od 1962 do 1964 zatrudniony w Teatrze Komedia w Warszawie. W latach 60. zwrócony w kierunku kina oraz Teatru Polskiego Radia. Wystąpił w jednej z głównych ról w filmie Godzina pąsowej róży (1963) u boku Elżbiety Czyżewskiej i Błękitny pokój (1965) u boku Poli Raksy. Ten ostatni wyreżyserował Janusz Majewski, który był mężem jego krewnej Zofii Nasierowskiej. Ma na koncie także epizod w serialu Stawka większa niż życie. W 1968 ostatni raz zagrał w dwóch spektaklach Teatru Telewizji: Ranny las oraz Eurydyka. Jego dorobek w latach 60. zamyka kryminał Zbrodniarz, który ukradł zbrodnię (również w reżyserii Janusza Majewskiego).
Na początku lat 70. udzielał się wyłącznie w radiu.

### Problemy z prawem
Jerzy Nasierowski dokonał kilku włamań. Pierwszego, bardzo nietypowego, dokonał w 1965 z Barbarą Witek-Swinarską (żoną reżysera Konrada Swinarskiego) do mieszkania malarza Franciszka Starowieyskiego, gdzie ukradł paszport Ewy Starowieyskiej i, dla niepoznaki, kilka starych zegarów.
Zabójstwo Anny Wujek
27 stycznia 1972 w jednym z warszawskich mieszkań znaleziono zwłoki uduszonej kobiety. Nasierowski o zabójstwie dowiedział się post factum od swego 18-letniego kochanka, Andrzeja Rukuszewicza, który tego dokonał z nieznanym Nasierowskiemu wspólnikiem, Maciejem Banasiem. Wkrótce prasa doniosła o ujęciu dwudziestojednoletniego Pawła Imbiorskiego oraz jego 3 młodocianych wspólników, którzy przyznali się do zabójstwa Anny Wujek. Następnie opisywano ich proces w Sądzie Wojewódzkim dla m.st. Warszawy i samouszkodzenia dokonywane przez Imbiorskiego w areszcie śledczym.
Jerzy Nasierowski zeznał 19 kwietnia 1972: „Ze względów humanitarnych chcę wyjaśnić znane mi okoliczności dotyczące zabójstwa Anny Wujek, dokonanego przez A. Rukuszewicza i M. Banasia. Chcę to wyjaśnić dlatego, że do odpowiedzialności za dokonanie tego przestępstwa zostały pociągnięte osoby niewinne. Dodam, że o faktach podanych przeze mnie do niniejszego protokołu powiadomiłem ustnie w dniu 17 kwietnia 1972 r. naczelnika wydziału kryminalnego KDMO Warszawa Wola, Jana Płócienniczaka”. „Jest niezbitym faktem” – napisał 2 lata później kolejny obrońca Nasierowskiego mec. Józef Gajek w swej rewizji nadzwyczajnej – „że Nasierowski naprawił omyłkę aparatu ścigania, powiadamiając go o rzeczywistych sprawcach zabójstwa A. Wujek. Przed Sądem Wojewódzkim dla m.st. Warszawy (z syg akt IV A 159/157) toczył się bowiem proces przeciw Pawłowi Imbiorskiemu i współoskarżonym o napad rabunkowy i zabójstwo A. Wujek”. Mec. Gajek napisał dalej, że Nasierowski składał uniewinniające ich zeznanie całkowicie dobrowolnie. „Nie było bowiem przeciw niemu czy też Rukuszewiczowi i Banasiowi cienia podejrzenia. Nie mogło być! Przecież Imbiorski i inni wcześniej przyznali się do popełnienia tego czynu i byli zań aktualnie sądzeni. Wyrok Jerzego Nasierowskiego opiera się w gruncie rzeczy wyłącznie na pomówieniach Andrzeja Rukuszewicza, którego Nasierowski wydał w ręce sprawiedliwości”.
Proces Nasierowskiego, Rukuszewicza i Banasia był jednym z najgłośniejszych w PRL-u. Zapadł 25-letni wyrok dla Nasierowskiego w dniu 13 lutego 1973 roku. Od swego aresztowania (doszedł wyrok za przestępstwa skarbowe) Nasierowski sekretnie pisał w celi „książkę życia”. Tematem jej jest droga aktora do przestępstw na szerokim tle zgłębianego namacalnie systemu więziennego w PRL-u. Przedterminowo wyszedł na wolność w 1982 roku, po wstawiennictwie pisarza Romana Bratnego. Nasierowski został ułaskawiony przez przewodniczącego Rady Państwa prof. Henryka Jabłońskiego. Zbrodnia i... skrócona do połowy przez ówczesną cenzurę, pod narzuconym przez władze pseudonimem Jerzy Trębicki, została wydana w 1988. Jej oryginalną po latach rozszerzoną wersję wznowiła Korporacja Ha!art w 2019.

### Lata 90. Powrót do aktorstwa
W 1993 wystąpił w filmie Pora na czarownice w roli homoseksualisty Siwego. Film cieszył się zainteresowaniem, ponieważ poruszał nośny wówczas temat epidemii zakażeń wirusem HIV. W latach 1995–1998 Nasierowski był w członkiem zespołu Tarnowskiego Teatru im. Ludwika Solskiego. Wystąpił w sztukach: Rozmowa Mistrza Polikarpa ze Śmiercią (premiera: 16 grudnia 1995), Skąpiec (premiera: 25 stycznia 1996) i Ironia losu (premiera: 14 września 1996).
W 1999 wystąpił w epizodycznej roli w filmie sensacyjnym Moja Angelika. Rok później Olaf Lubaszenko zaangażował go do swojej komedii Chłopaki nie płaczą.

### Po 2000 roku
W pierwszej dekadzie XXI wieku Nasierowski grywał w filmach rzadko i raczej mało znaczące epizody. M.in. u Krzysztofa Zanussiego, także w serialu Boża podszewka oraz w fabularnej Zamianie, w Panoptikonie i u Andrzeja Wajdy w Wałęsa. Człowiek z nadziei, o życiu i działalności przywódcy „Solidarności”. Od lipca 2015 Nasierowski prowadzi autorski kanał w serwisie YouTube, gdzie komentuje społeczne wydarzenia, lecz i (zawsze samokrytycznie) swą kryminalną przeszłość. W 2016 Nasierowski, po dwudziestu paru latach nieobecności na scenie teatralnej, zwrócił uwagę opinii publicznej swym angażem do roli w spektaklu Dogville na podstawie filmu Larsa von Triera. Spektakl w reż. Aleksandry Popławskiej i Marka Kality wystawił stołeczny Teatr Syrena. Obsadzenie Nasierowskiego w głównej roli wywołało publiczne oburzenie, lecz m.in. recenzent Jakub Panek napisał w „Gazecie Wyborczej”: „Głos Jerzego Nasierowskiego czaruje, wprowadza w swego rodzaju trans, przyciąga uwagę widzów”, a recenzent Michał Centkowski w „Neewsweeku”: „W pamięć zapada (w „Dogville”) świetna muzyka Macieja Zakrzewskiego oraz hipnotyczna kreacja Jerzego Nasierowskiego jako narratora”.
W 2019 Nasierowski zagrał epizod kardynała w stołecznym Teatrze Nowym w Matce Joannie od aniołów w reż. Jana Klaty. Równolegle nagrywał dwudziestoparogodzinny audiobook swej wznowionej w 2018 i poszerzonej Zbrodni i..., oraz tyle samo trwający Gejerel autorstwa Krzysztofa Tomasika. Wcześniej i później grał w teledyskach m.in. Piotra Smoleńskiego, Filipa Załuski, Andrzeja Dragana, w clipie Smolika/Kev Fox oraz w etiudach studentów Szkoły Filmowej w Łodzi i Szkoły filmowej Bogusława Lindy. Po epizodzie w filmie Ukryta gra Łukasza Kośnickiego w 2019 Nasierowski przewijał się na dalszym planie w Magnezji Macieja Bochniaka, a następnie w epizodzie w Masażyście u Małgorzaty Szumowskiej i Michała Englerta. 16 lipca 2020 wyemitowany został film produkcji HBO Europe „W domu”. To zbiorowa praca 5-10 minutowych projektów kilkunastu polskich czołowych reżyserów. Nasierowski odtwarza w serialu wiersz Czesława Miłosza „Piosenka o końcu świata” w reż. Andrzeja Dragana, profesora fizyki i uznanego eksperymentującego filmowca.
Od 30 września do 11 grudnia 2020 był dziennikarzem w internetowej rozgłośni Halo.Radio. Niedługo po odejściu z rozgłośni rozpoczął prowadzenie własnego kanału w serwisie YouTube, za pośrednictwem którego komentuje wydarzenia społeczno-polityczne z Polski i z zagranicy.

### Kariera pisarska
Na podstawie własnych przeżyć, w czasie odbywania kary, napisał powieść Zbrodnia i... (1988). Do przedterminowego uwolnienia aktora przyczyniło się osobiste wstawiennictwo Romana Bratnego, który stał się mecenasem książki Nasierowskiego i do której napisał przedmowę. Bratny, m.in. bazując na przeżyciach Nasierowskiego, napisał swoją książkę Rok w trumnie (1983). Nasierowski na początku lat 90. zajmował się głównie pisaniem. W latach 1990–1994 wydał cztery książki, co stanowiło jego źródło utrzymania. Na portalu internetowym Gaylife.pl publikował powieść w odcinkach Ten pedalski PRL według Nasierowskiego. W początkowym okresie swojej twórczości literackiej posługiwał się pseudonimem „Jerzy Trębicki”.

## Publikacje książkowe
- 1981: Jasnozielono-ciemno, ISBN 83-07-00398-9.
- 1988: Zbrodnia i..., ISBN 83-08-01586-7.
- 1990: Seks, zbrodnia i kara, ISBN 83-85072-64-0.
- 1992: Nasierowski, ty pedale, ty Żydzie, ISBN 83-85189-25-4.
- 1993: Nasierowski, ty antychryście, ISBN 83-85189-40-8.
- 1993: Nasierowski, ty..., ISBN 83-85189-65-3.
- 2002: Nie moje życie, ISBN 83-07-02910-4.
- 2007: Romeo & Romeo, ISBN 978-83-925141-0-7.

## Filmografia
| Filmy fabularne     |                                                         |                                |                                             |
| Rok                 | Tytuł                                                   | Reżyser                        | Rola                                        |
| 1955                | Godziny nadziei                                         | Jan Rybkowski                  | żołnierz WP                                 |
| 1958                | Zamach                                                  | Jerzy Passendorfer             | Kajtek                                      |
| 1963                | Ranny w lesie                                           | Janusz Nasfeter                | Jastrząb                                    |
| 1963                | Godzina pąsowej róży                                    | Hanna Balińska                 | Karol                                       |
| 1965                | Błękitny pokój                                          | Janusz Majewski                | Henryk                                      |
| 1967                | Pieczona gęś                                            | Romuald Drobaczyński           | referendarz                                 |
| 1969                | Zbrodniarz, który ukradł zbrodnię                       | Janusz Majewski                | złodziej w Hotelu Bristol                   |
| 1993                | Pora na czarownice                                      | Piotr Łazarkiewicz             | homoseksualista Siwy                        |
| 1999                | Moja Angelika                                           | Stanisław Kuźnik               | żebrak                                      |
| 2000                | Chłopaki nie płaczą                                     | Olaf Lubaszenko                | gość                                        |
| 2000                | Życie jako śmiertelna choroba przenoszona drogą płciową | Krzysztof Zanussi              | asystent profesora                          |
| 2002                | Suplement                                               | Krzysztof Zanussi              | asystent profesora                          |
| 2009                | Zamiana                                                 | Konrad Aksinowicz              | Fantom, właściciel lokalu dla transwestytów |
| 2010                | Panoptykon                                              | Sławomir Shuty, Barbara Kurzaj | sąsiad                                      |
| 2013                | Wałęsa. Człowiek z nadziei                              | Andrzej Wajda                  | dziadek Mijaka                              |
| 2018                | Rezerwat                                                | Jakub Nurzyński                |                                             |
| 2019                | Mandragory                                              | Nikodem Marek                  |                                             |
| 2019                | Kroki                                                   | Maciej Bogdański               |                                             |
| 2019                | Fra upphafi                                             | Filip Załuska                  | dziadek Mijaka                              |
| 2019                | Brudna robota                                           | Nina Poznańska                 | staruszek                                   |
| 2019                | Ukryta gra                                              | Łukasz Kośmicki                | karciarz                                    |
| 2020                | Noamia                                                  | Antonio Galdamez               | mężczyzna w klubie gejowskim                |
| 2020                | Śniegu już nigdy nie będzie                             | Małgorzata Szumowska           | urzędnik                                    |
| 2020                | Magnezja                                                | Maciej Bochniak                | ciotka Flora                                |
| 2021                | Przejście                                               | Dorota Lamparska               | Ślepiec                                     |
| 2022                | Silent Twins                                            | Agnieszka Smoczyńska           | pacjent                                     |
| 2022                | Lipstick on the Glass                                   | Kuba Czekaj                    | biskup                                      |
| 2022                | Johnny                                                  | Daniel Jaroszek                | Bolesław                                    |
| 2023                | Ukryta sieć                                             | Piotr Adamski                  | ksiądz na urodzinach Henryka Wójcickiego    |
| 2023                | Night Road                                              | Mukai Liao                     |                                             |
| 2023                | Chłód                                                   | Daniel Le Hai                  | starszy mężczyzna                           |
| 2023                | Chcesz pokoju, szykuj się do wojny                      | Agnieszka Elbanowska           | mężczyzna z lornetką                        |
| 2024                | Biała odwaga                                            | Marcin Koszałka                | kompozytor                                  |
| 2025                | Testimony of Disappointment                             | Magdalena Synoradzka           | ojciec                                      |
| Seriale telewizyjne |                                                         |                                |                                             |
| 1965                | Podziemny front                                         | Hubert Drapella                | konspirator, kolega Ryśka (odc.3)           |
| 1967                | Stawka większa niż życie                                | Andrzej Konic                  | polski kapitan (odc.17)                     |
| 2005                | Boża podszewka II                                       | Izabella Cywińska              | niemiecki jeniec (odc.2)                    |
| 2020                | W domu                                                  | Andrzej Dragan                 |                                             |
| 2024                | Forst                                                   | Daniel Jaroszek                | mężczyzna na scenie                         |
| 2024                | Biała odwaga                                            | Marcin Koszałka                | kompozytor                                  |

## Teatr
- 1957: Jak wam się podoba jako Le Beau, Oliver
- 1957: Wojna i pokój jako Mikołaj
- 1958: Bartłomiejowy jarmark  jako Ezechiel Wartpala
- 1958: Elżbieta, królowa Anglii  jako Plantagenet
- 1959: Hamlet jako aktor II, dworzanin
- 1959: Pod mlecznym lasem jako Chłoptaś Nicdobrego, Topielec I
- 1960: Widok z mostu jako Rodolpho
- 1960: Wieczór Trzech Króli jako Sebastian
- 1961: Szkoła obmowy jako Modnicki
- 1961: Ladacznica z zasadami  jako mężczyzna
- 1963: Ofelia pilnie poszukiwana! jako Nalimow, Nieboszczyk I
- 1963: Wielkie ucho jako Julian
- 1995: Rozmowa Mistrza Polikarpa ze Śmiercią
- 1996: Skąpiec jako Jakub
- 1996: Ironia losu jako Karol
- 2016: Dogville jako narrator
- 2019: Matka Joanna od Aniołów jako kardynał

## Życie prywatne
Do 1973 był w związku z Mieczysławem Gajdą, którego poznał na studiach. Jerzy Urban określił Nasierowskiego „pierwszym pedałem III Rzeczpospolitej”.